# Kamp Tjideng
Kamp Tjideng was een Japans interneringskamp voor vrouwen en kinderen tijdens de Tweede Wereldoorlog, in de wijk Tjideng (nu gespeld als  Cideng) van het toenmalige Batavia (Nederlands-Indië).
Batavia kwam onder controle van de Japanners in 1942, en een deel van de stad werd als Kamp Tjideng gebruikt voor het interneren van Europese (vaak Nederlandse) vrouwen en kinderen. De mannen en jongens werden ondergebracht in andere kampen, vaak kampen voor krijgsgevangenen.

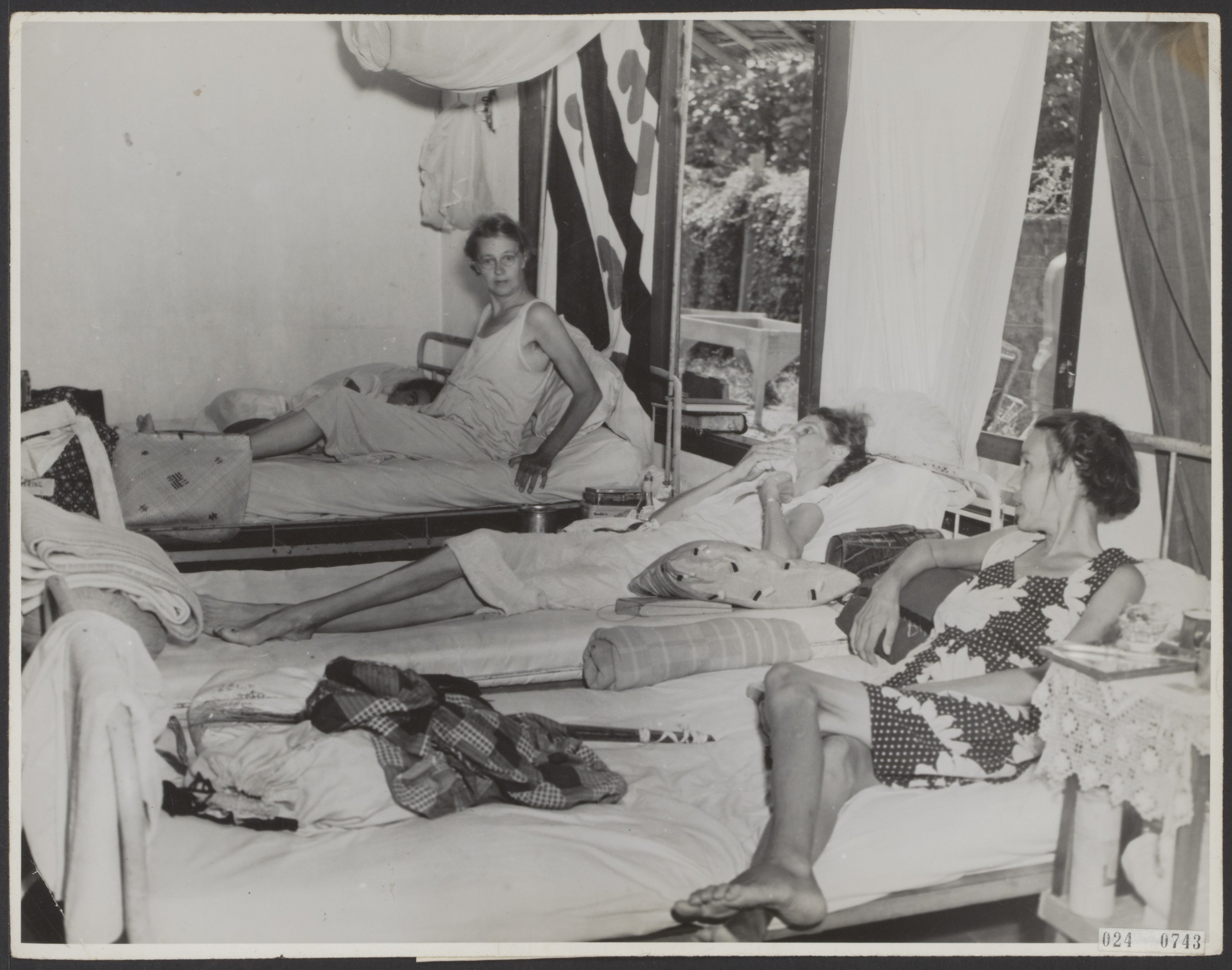
Vrouwen in Tjideng kort na de Japanse capitulatie (oktober 1945)

In eerste instantie stond Tjideng onder burgergezag, en waren de omstandigheden dragelijk. Toen echter de militairen het gezag overnamen in april 1944 werden privileges (zoals het zelf mogen koken, en de mogelijkheid voor kerkdiensten) al snel ingetrokken. Bezittingen moesten worden afgestaan, en tweemaal daags moesten alle gevangenen aantreden op appél, en moest er gebogen worden in de richting van Japan. Er kwam een centrale voedselvoorziening en de kwaliteit en hoeveelheid voedsel namen snel af. Honger en ziekte sloegen toe en omdat er geen medicijnen beschikbaar werden gesteld steeg het aantal dodelijke slachtoffers.
Het gebied van Kamp Tjideng werd in de loop der tijd steeds kleiner gemaakt, wat de Japanners niet weerhield om er steeds meer gevangenen onder te brengen. Waren er in eerste instantie ca. 2000 gevangenen, aan het einde van de oorlog waren er ca. 10.500, waarbij het grondgebied was teruggebracht tot een kwart van het oorspronkelijke. Elk stukje ruimte werd gebruikt voor slaapplaatsen, inclusief de keukens (er kon niet worden gekookt) en badkamers (leidingwater was niet beschikbaar). Om toch voldoende slaapplaatsen te hebben waren slaapplaatsen niet breder dan 30 centimeter.
Na de atoombomaanvallen op Nagasaki en Hiroshima volgde de overgave van Japan op 2 september 1945. Op 16 september 1945 werden in opdracht van het Rode Kruis filmopnames gemaakt van Tjideng. De beelden waren in de eerste week van december 1945 in Nederlandse bioscopen op het Polygoonjournaal te zien. Het waren de eerste naoorlogse filmbeelden uit Nederlands-Indië.

## Kapitein Kenichi Sonei

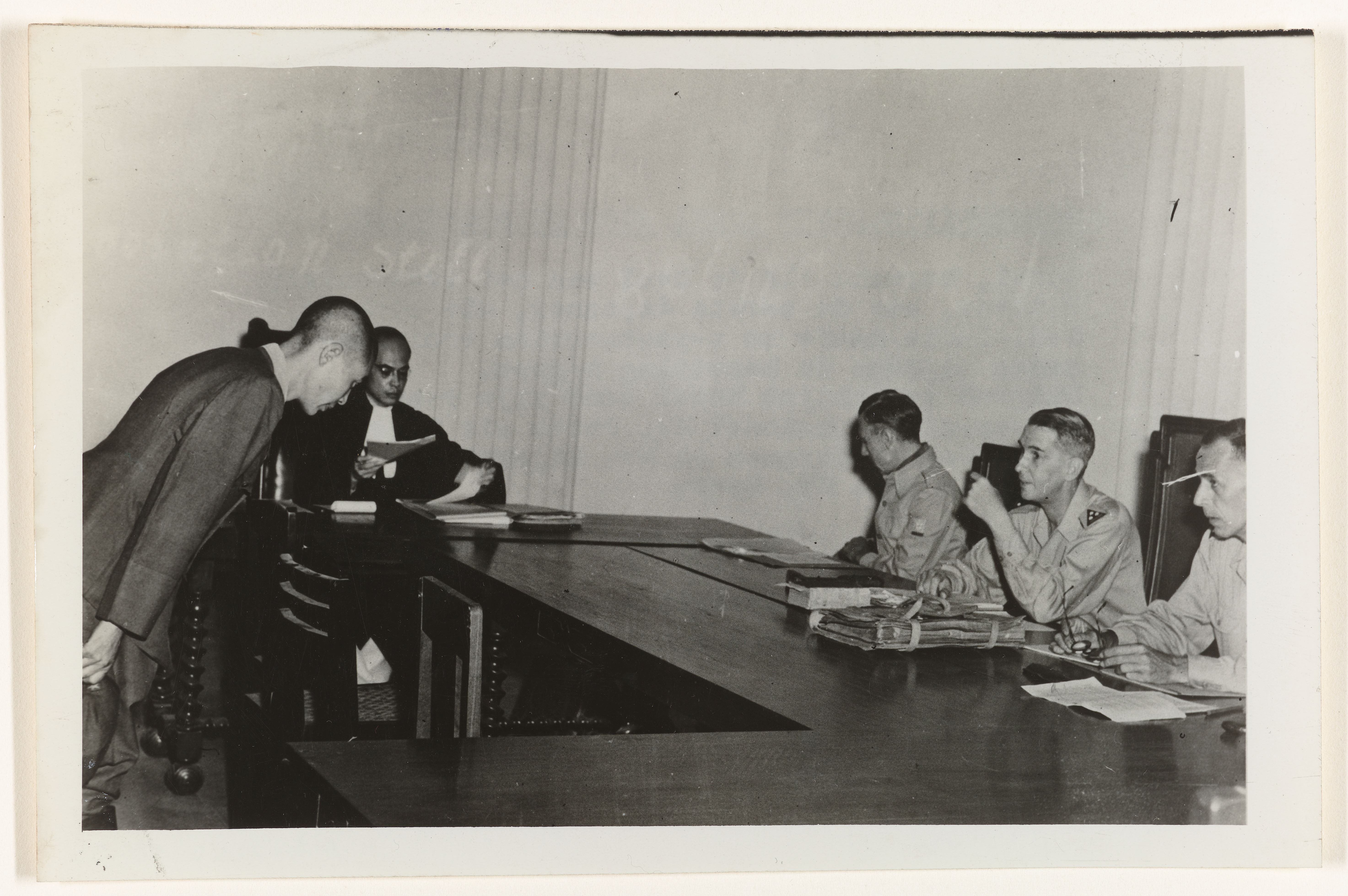
De Japanse oorlogsmisdadiger Kenichi Sonei, "de beul van Tjideng", staat in Nederlands-Indië voor de Temporaire Krijgsraad.

Vanaf april 1944 stond het kamp onder commando van kapitein Kenichi Sonei, die verantwoordelijk was voor veel gruweldaden. Hij mishandelde vrouwen en liet kampgevangenen, inclusief zieken, dagelijks aantreden en urenlang staan in de volle zon. Voedsel werd gerantsoeneerd voor kampgevangenen.
Op 25 februari 1945 werden ongeveer 150 jongens bij de moeders weggehaald en afgevoerd.
Na de oorlog werd kapitein Sonei gearresteerd, en op 2 september 1946 ter dood veroordeeld door de Temporaire Krijgsraad. Het vonnis werd door een Nederlands vuurpeloton ten uitvoer gebracht op 7 december 1946, nadat een verzoek tot gratie aan de Nederlandse luitenant-gouverneur-generaal Hubertus van Mook was afgewezen. Van Mook's echtgenote was een van Sonei's gevangenen in Tjideng geweest.

## Verslag van luitenant-kolonel Read-Collins
Toen de geallieerde luitenant-kolonel Read-Collins na de Japanse capitulatie in het kamp aankwam, was hij getuige van de omstandigheden van de gevangenen. Zijn observaties zijn door Lord Edward Russell vastgelegd in The Knights of Bushido: A History of Japanese War Crimes During World War II. Russell was een van de juridisch adviseurs betrokken bij het proces van Neurenberg en het proces van Tokio.
Luitenant-kolonel Read-Collins meldde dat de meeste vrouwen weinig tot geen emotie vertoonden. Hij zag uitgemergelde kinderen met een 'ongezonde bleekheid'. Van alle kampen die hij had gezien, was de toestand in het vrouwenkamp in Tjideng het ergst.

Er waren geen enkele voorzieningen en geen plek voor de kinderen om te spelen. Ze konden alleen bewegen in de smalle straatjes die tijdens het regenseizoen tot enkelhoogte onderstonden met rioolwater van de overgelopen septic tanks. (...) Voedingstekorten hadden gevallen van [honger]oedeem en beriberi veroorzaakt. Er was ook veel dysenterie en malaria, de eerste om voor de hand liggende redenen, de tweede omdat de geïnterneerden geen klamboes hadden."

Hij merkte op dat er in Batavia geen voedseltekorten waren, terwijl de schaarste in het kamp aanzienlijk was:

Het belangrijkste voedselproduct was een onvoldoende hoeveelheid rijst, soms een beetje vlees, zuur zwart brood gemaakt van tapiocameel en een kleine hoeveelheid obi-bladeren, de enige groente. Onmiddellijk na de Japanse capitulatie werden de rantsoenen van de geïnterneerden verdubbeld. Er was vóór de terugkeer van de geallieerden geen tekort aan voedsel en [luitenant-kolonel] Read-Collins zag geen tekenen van ondervoeding onder de plaatselijke inheemse bevolking. Op 18 september waren er al twaalfhonderd patiënten in het kamp ziekenhuis. Er waren nog vele anderen die ook in het ziekenhuis hadden moeten worden opgenomen, maar die bij hun kinderen wilden blijven. Toen zij allemaal werden opgenomen, steeg het aantal patiënten tot tweeduizend en werd elk beschikbaar gebouw in Batavia omgebouwd tot een hersteloord. De ergste gevallen werden naar Singapore geëvacueerd.

## Gezinshereniging
Na de bevrijding kwamen de mannen die de Jappenkampen hadden overleefd hun vrouwen en kinderen zoeken. Eén echtpaar beschreef de hereniging als volgt:

Na de oorlog ben ik naar het Carolus hospitaal in Batavia vervoerd met de kinderen. Daar lagen we met zes vrouwen in een kamer. Mijn man kwam mij vanuit Bandoeng zoeken. Hij kijkt het zaaltje rond en kijkt ook mij aan. Dan zegt hij tegen de non: ‘Zuster, mijn vrouw ligt hier niet’. Toen riep ik hem: ‘Paul!’ Ik zag hem zijn ogen dichtdoen. Van: ‘oh, nee dat kan toch niet waar zijn’. Ik moet er afschuwelijk hebben uitgezien. Een borstkas als een wasbord. Ik woog nog 35 kilo en had nog maar een beetje haar op mijn hoofd.

Ook de kinderen kon ik niet meer herkennen. De jongste was een van hongeroedeem opgeblazen kindje met een bruine korst op het hoofd en de ander had van die spillebeentjes. De geest van de kinderen heeft echt afgewacht of het lijf het nog deed. Ze waren in drie jaar tijd helemaal niet gegroeid.

## Nasleep: de Bersiap

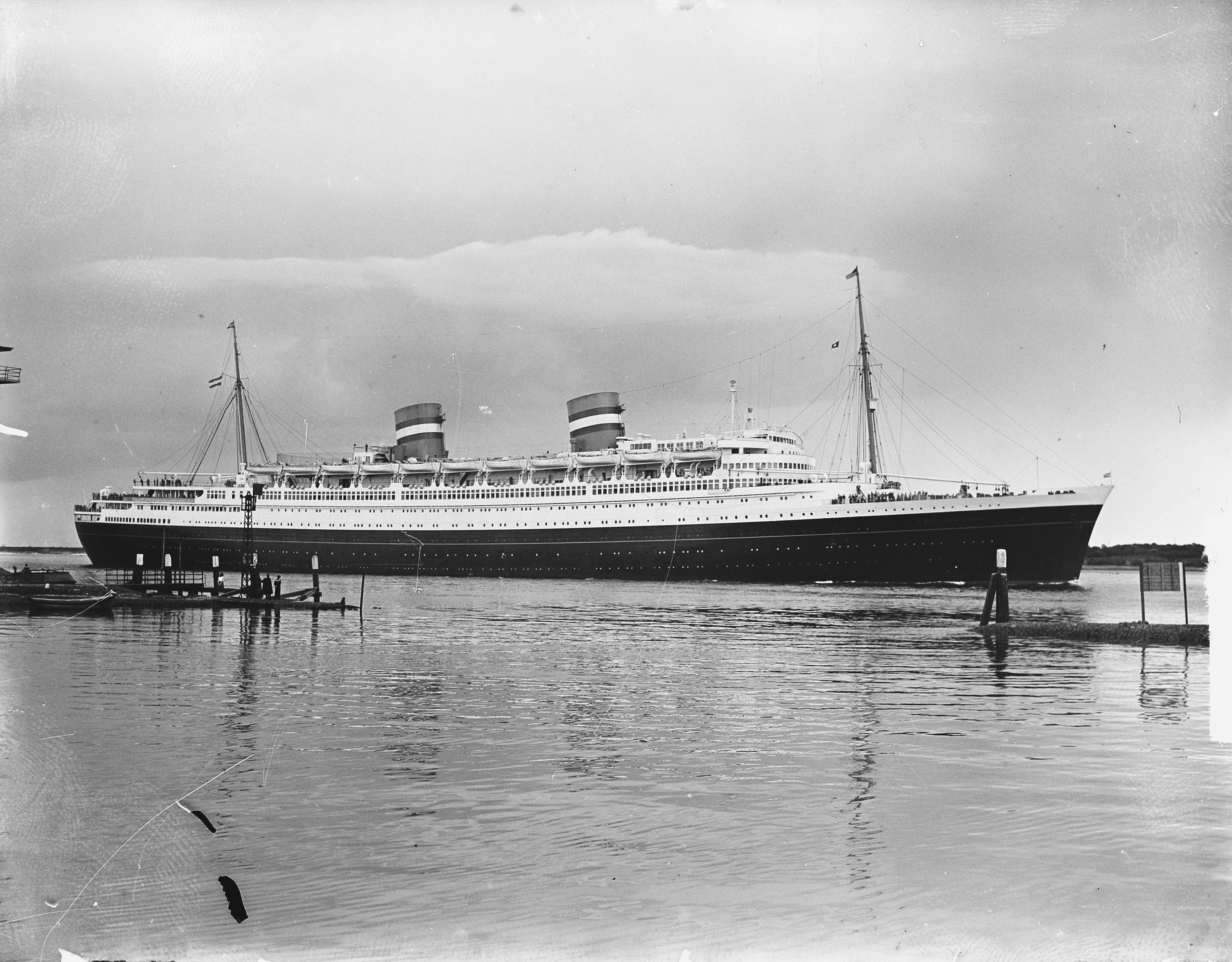
Veel voormalige kampkinderen overleden aan boord van SS Nieuw Amsterdam ten gevolge van een mazelen infectie

Na de overgave van Japan brak de gewelddadige Bersiap periode aan. Het Indonesische woord 'bersiap' betekent 'maak je klaar' of 'wees paraat'. In het machtsvacuüm sprak Soekarno op 17 augustus 1945 zijn proclamatie van onafhankelijkheid uit, die het begin markeerde van de Indonesische Onafhankelijkheidsoorlog. Schattingen van het aantal Nederlandse en Nederlands-Indische burgerdoden als gevolg van de Bersiap lopen uiteen van 3.500 tot 30.000. De voormalige Japanse interneringskampen werden vluchthavens voor het geweld.
In december 1945 werden 3.800 voormalige kampbewoners, waaronder 1.200 kinderen, aan boord van de SS Nieuw Amsterdam naar Nederland gerepatrieerd. De kinderen waren verzwakt na jaren in de Japanse interneringskampen. Een uitbraak van mazelen aan boord kostte veel kinderen het leven. De doden kregen een begrafenis op zee. 
Op 27 december 1949 ondertekende Koningin Juliana het verdrag waarmee de soevereiniteit aan Indonesië werd overgedragen.

## Repatriëring naar Nederland

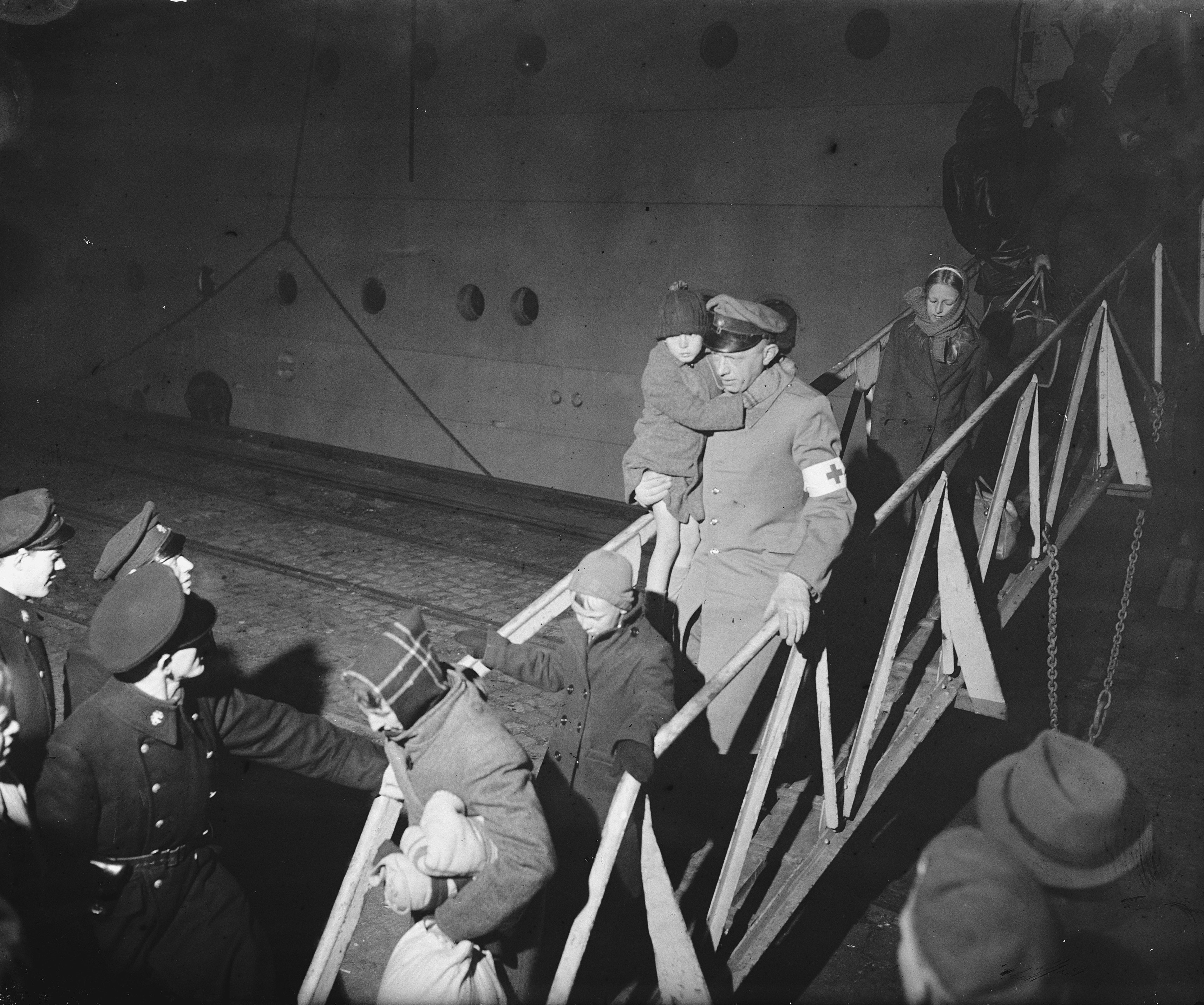
SS Almanzora arriveert in Amsterdam met 1900 repatrianten uit Nederlands-Indië aan boord (3 januari 1946)

Veel naoorlogse repatrianten uit Nederlands-Indië waren niet eerder in Nederland geweest. Ze waren hun eigendommen vaak kwijtgeraakt tijdens de Japanse bezetting of hadden bezittingen achter moeten laten. Nederland kampte met woningnood en werkloosheid wat het moeilijk maakte om een nieuw bestaan op te bouwen. Sommige repatrianten werden tijdelijk ondergebracht in voormalige werkkampen uit de oorlog, zoals kamp Westerbork. De Nederlandse overheid probeerde in eerste instantie om de repatriëring van Indische Nederlanders tegen te houden. Naargelang de situatie in Nederlands-Indië verslechterde werden ze, onder strenge voorwaarden, in Nederland toegelaten. Over de traumatische ervaringen in de interneringskampen en de Bersiap periode werd meestal niet gesproken.

## Kamp Tjideng in de literatuur

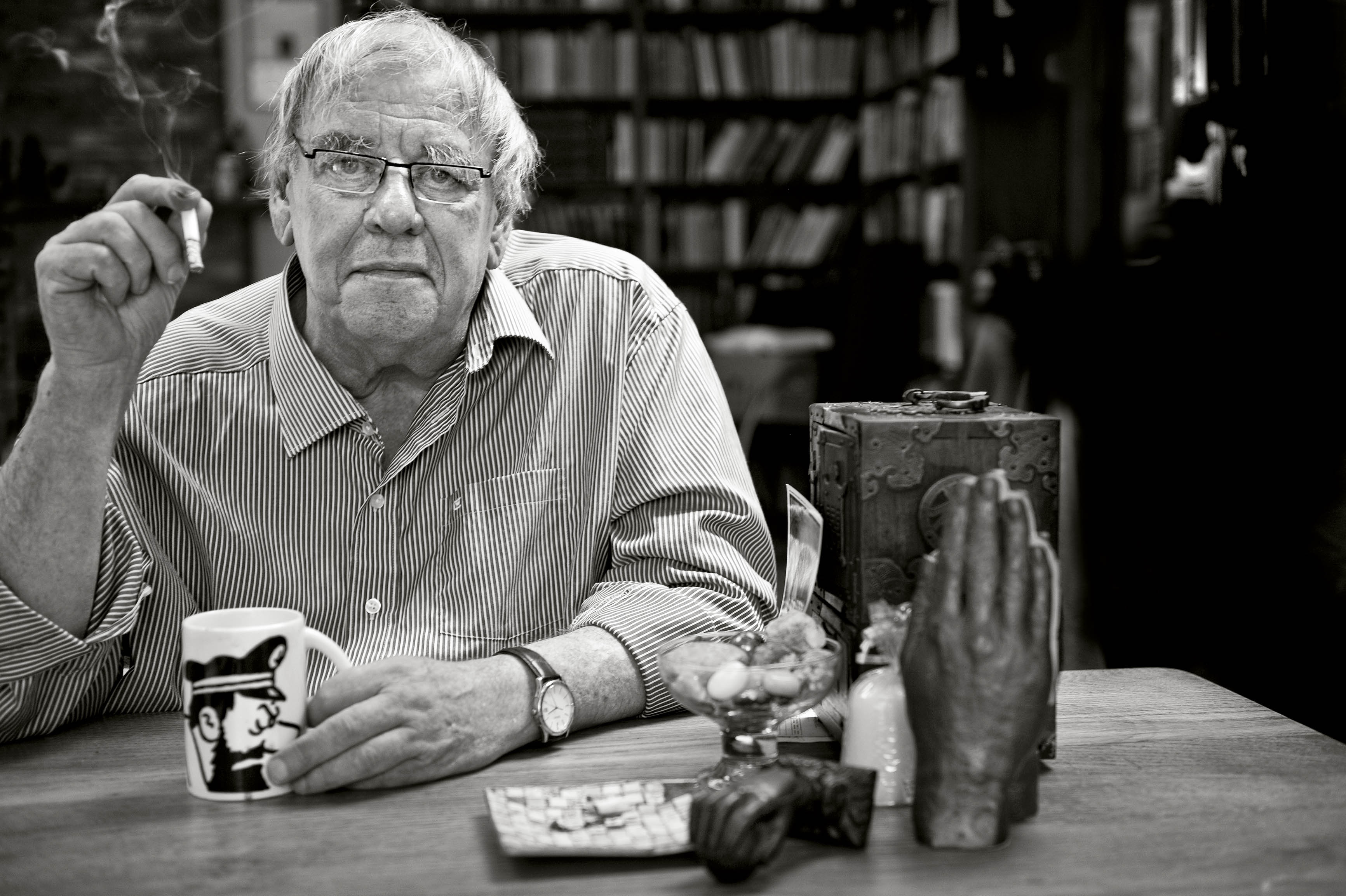
Jeroen Brouwers

De Nederlandse auteur Jeroen Brouwers beschreef zijn jeugdervaringen in het kamp en de latere gevolgen ervan in de autobiografische roman Bezonken Rood (1986), in het Engels vertaald als Sunken Red. De Franse vertaling won in 1995 de Prix Femina literatuurprijs. Andere boeken zijn o.a. De Japanse bezetting in dagboeken: Tjideng (2002) door Jeroen Kemperman,  Tjideng Reunion (2008) door Boudewijn van Oort (Engelstalig), Dit was uw Tjideng (1991) door Win Rinzema-Admiraal, Flamboya tree (2003) door Clara Olink Kelly (Engelstalig), Bowing to the Emperor: We Were Captives in WWII (2015) door Robine Andrau en Klara Sima Andrau (Engelstalig).

Zoals in de tuin, nadat de wind voorbij is, nog geruime tijd alles in beweging blijft dat door de wind is aangeraakt, zo zou datgene wat ik in het Tjidengkamp heb gezien nog drie à vier decenniën in mij in beweging blijven om pas door dezen tot rust te worden gebracht: wat ik heb geschreven hoeft niet langer door mij te worden onthouden, het mag nu beweging veroorzaken in de bewustheden en onbewustheden van anderen.
— Jeroen Brouwers, Bezonken Rood

## Nederlanders die in Tjideng zijn geïnterneerd
- Christel Adelaar, zangeres en actrice.
- Ben Bot, voormalig minister van Buitenlandse Zaken.[20]
- Jeroen Brouwers, schrijver, journalist en essayist.
- Tonke Dragt, schrijfster van kinderboeken.
- Boudewijn de Groot, zanger en muziekproducent (zijn moeder overleed in Tjideng toen hij een jaar oud was).[21]
- Teun Koolhaas, architect en stedenbouwkundige.
- Aarnout Loudon, ambtenaar en politicus.
- Petronella Rutte-Dilling, de eerste vrouw van Izaäk Rutte. Izaäk is de vader van voormalig minister-president van Nederland, Mark Rutte. Petronella overleed in Tjideng op 20 juli 1945.[22]

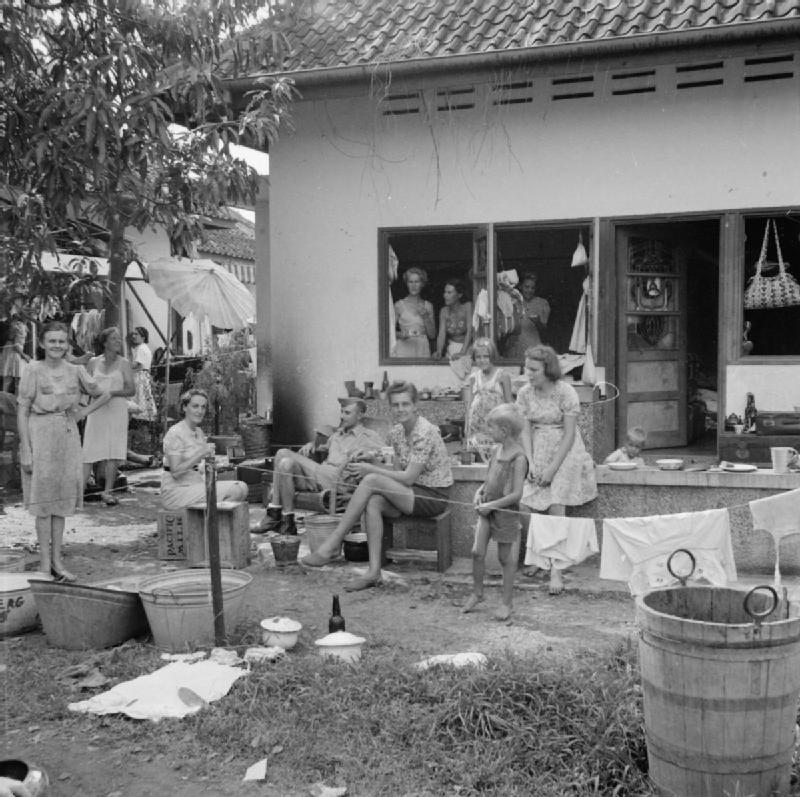
Vrouwen in Kamp Tjideng na de bevrijding (1945)